# Thermokompressionsschweißen
Das Thermokompressionsschweißen (Nagelkopfschweißen) ist ein  Schmelzschweißverfahren und gleicht dem Lichtbogenbolzenschweißen. Die zuvor aufgeschmolzenen Fügepartner werden anschließend zusammengepresst.
Das Verfahren wird nicht nur zum Stumpfschweißen kleiner Bauteile verwendet (siehe Bolzenschweißen, Aufschweißen von Stehbolzen auf massive Körper oder Bleche), sondern unter dem Namen Thermokompressionsverfahren auch in der Elektronik zum Kontaktieren der Chips mit dem Gehäuse (Drahtbonden). 
Beim Thermokompressionsverfahren in der Elektronikbauteil-Fertigung (Drahtbonden) wird der Draht zunächst durch eine Flamme oder eine elektrische Entladung geschmolzen. Dabei entsteht eine flüssige Kugel (engl. ball), die dann unter Druck an die Kontaktstelle (Bondinsel, engl. pad) angepresst wird. Die entstehende Kontaktierung wird aufgrund ihrer Form nailhead (deutsch: Nagelkopf) genannt. Zur Verbindung mit der zweiten Kontaktstelle wird der Draht im Bogen (engl. loop) geführt, angedrückt und abgeschnitten, der sogenannte stitch. Dies geschieht bei Temperaturen von ca. 350 bis 500 °C.
Beim Drahtbonden kann nur Golddraht verarbeitet werden, beim Bolzenschweißen können zum Beispiel auch Stahl, Messing und Kupfer mit und untereinander verschweißt werden. Der Fügeeffekt beruht auch auf ineinandergreifenden Zonen („Druckknopfeffekt“), sodass auch ansonsten nicht schweißbare Partner verbunden werden können. 